# Station Headcorn
Headcorn is een spoorwegstation van National Rail in Headcorn (Maidstone) in Engeland. Het station is eigendom van Network Rail en wordt beheerd door Southeastern.